# A2高速公路 (法国)
A2高速公路是法国的一条高速公路，全长76千米，于1972年建成通车。A2始于孔布勒，终于Saint-Aybert，与A1、A26和A23高速相连。A2也是欧洲E19公路的一部分。
A2高速由SANEF管理运营，是一条收费公路。